# Agence nationale d'approvisionnement en eau potable en milieu rural
L'Agence Nationale d'Approvisionnement en Eau Potable en Milieu Rural (ANAEPMR) est un établissement public sous tutelle de la Présidence de la République du Bénin. À sa tête se trouve Sylvain Adokpo-Migan qui en est l'actuel directeur général,,,,.

## Composition, attribution, organisation et fonctionnement
Le décret 2017-039 du 25 janvier 2017  définit la composition, les attributions, l'organisation et le fonctionnement de l'Agence Nationale d'Approvisionnement en Eau Potable en Milieu Rural.

## Missions et attributions

### Missions
L'Agence Nationale d'Approvisionnement en Eau Potable en Milieu Rural a pour mission de favoriser et de structurer la gestion des ressources hydrauliques de l'État dans les zones rurales, dans le but de garantir l'accès universel à l'eau potable au Bénin,,.

### Attributions
Dans le cadre de ses responsabilités, l'Agence Nationale d'Approvisionnement en Eau Potable en Milieu Rural est chargée des tâches suivantes,,,,,,,,,,,,,,:
- planifier, programmer, réaliser des études, assurer la gestion des financements et superviser la construction des infrastructures nécessaires à la collecte, à la production, au transport et à la distribution d'eau potable conformément aux normes de qualité établies.
- assurer l'extension et le renouvellement des infrastructures hydrauliques, contrôler la qualité de l'exploitation, et assurer la maintenance de la capacité de production et de distribution des services publics d'eau potable.
- gérer ou superviser tous les travaux, opérations ou projets en cours liés directement ou indirectement aux missions précédemment définies.
- et de manière générale, réaliser toutes les opérations en lien avec l'objet spécifié.

## Organisation et fonctionnement
Les structures de l'Agence Nationale d'Approvisionnement en Eau Potable en Milieu Rural comprennent:
- Le Conseil d'Administration;
- L'unité opérationnelle: la Direction Générale.

### Conseil d'Administration
L'Agence Nationale d'Approvisionnement en Eau Potable en Milieu Rural est gérée par un Conseil d'Administration. Ce Conseil est composé de sept (07) membres:
- Deux (02) représentants de la Présidence de la République;
- un (01) représentant du Ministère chargé de l'Eau;
- un (01) représentant du Ministère chargé de l'Économie et des Finances;
- un (01) représentant du Ministère chargé du Plan et du Développement;
- un (01) représentant du Ministère chargé de la Décentralisation et de la Gouvernance Locale;
- un (01) représentant de l'Association Nationale des Communes du Bénin.

Le Conseil d'Administration est présidé par l'un des représentants de la Présidence de la République. Les membres du Conseil d'Administration sont nommés par Décret, sur proposition des structures représentées, lors d'une réunion du Conseil des Ministres. Leur mandat est d'une durée de trois (03) ans, renouvelable une (01) fois.

### Direction générale
Un Directeur Général, possédant au moins dix (10) années d'expérience professionnelle, est responsable de la gestion de l'Agence Nationale d'Approvisionnement en Eau Potable en Milieu Rural. Sa nomination est effectuée par décret pris lors d'une réunion du Conseil des Ministres, sur proposition du Conseil d'Administration.

## Siège
L'emplacement principal de l'organisation est établi à Cotonou.